# Tom Johnson
Thomas Christian "Tom" Johnson, född 18 februari 1928, död 21 november 2007, var en kanadensisk ishockeytränare och professionell ishockeyback. Han tillbringade 17 säsonger i den nordamerikanska ishockeyligan National Hockey League (NHL), där han spelade för ishockeyorganisationerna Montreal Canadiens och Boston Bruins. Johnson producerade 264 poäng (51 mål och 213 assists) samt drog på sig 960 utvisningsminuter på 978 grundspelsmatcher. Han spelade också på lägre nivå för Buffalo Bisons i American Hockey League (AHL).
Johnson vann åtta Stanley Cup under sin karriär, där han vann sex som spelare med Canadiens för säsongerna 1952–1953, 1955–1956, 1956–1957, 1957–1958, 1958–1959 och 1959–1960 och två som ledare med Bruins för säsongerna 1969–1970 och 1971–1972. Johnson blev 1959 framröstad som årets back och fick motta trofén James Norris Memorial Trophy. 1970 blev han invald till Hockey Hall of Fame.
Efter spelarkarriären arbetade han inom organisationen för Bruins mellan 1968 och 1998, där han var deras tränare mellan 1970 och 1973.
Den 21 november 2007 avled Johnson av hjärtsvikt vid 79 års ålder.

## Statistik

### Spelare
| 1946–1947  | Winnipeg Monarchs  | MJHL       | 14  | 10 | 4   | 14  | 12  | 7   | 3 | 1  | 4  | 19  |
| 1947–1948  | Montreal Canadiens | NHL        | 1   | 0  | 0   | 0   | 0   | —   | — | —  | —  | —   |
|            | Royaux de Montréal | LHSQ       | 16  | 0  | 4   | 4   | 10  | —   | — | —  | —  | —   |
| 1948–1949  | Buffalo Bisons     | AHL        | 68  | 4  | 18  | 22  | 70  | —   | — | —  | —  | —   |
| 1949–1950  | Montreal Canadiens | NHL        | —   | —  | —   | —   | —   | 1   | 0 | 0  | 0  | 0   |
|            | Buffalo Bisons     | AHL        | 58  | 7  | 19  | 26  | 52  | 5   | 0 | 0  | 0  | 20  |
| 1950–1951  | Montreal Canadiens | NHL        | 70  | 2  | 8   | 10  | 128 | 11  | 0 | 0  | 0  | 6   |
| 1951–1952  | Montreal Canadiens | NHL        | 67  | 0  | 7   | 7   | 76  | 11  | 1 | 0  | 1  | 2   |
| 1952–1953  | Montreal Canadiens | NHL        | 70  | 3  | 8   | 11  | 63  | 12  | 2 | 3  | 5  | 8   |
| 1953–1954  | Montreal Canadiens | NHL        | 70  | 7  | 11  | 18  | 85  | 11  | 1 | 2  | 3  | 30  |
| 1954–1955  | Montreal Canadiens | NHL        | 70  | 6  | 19  | 25  | 74  | 12  | 2 | 0  | 2  | 22  |
| 1955–1956  | Montreal Canadiens | NHL        | 64  | 3  | 10  | 13  | 75  | 10  | 0 | 2  | 2  | 8   |
| 1956–1957  | Montreal Canadiens | NHL        | 70  | 4  | 11  | 15  | 59  | 10  | 0 | 2  | 2  | 13  |
| 1957–1958  | Montreal Canadiens | NHL        | 66  | 3  | 18  | 21  | 75  | 2   | 0 | 0  | 0  | 0   |
| 1958–1959  | Montreal Canadiens | NHL        | 70  | 10 | 29  | 39  | 76  | 11  | 2 | 3  | 5  | 8   |
| 1959–1960  | Montreal Canadiens | NHL        | 64  | 4  | 25  | 29  | 59  | 8   | 0 | 1  | 1  | 4   |
| 1960–1961  | Montreal Canadiens | NHL        | 70  | 1  | 15  | 16  | 54  | 6   | 0 | 1  | 1  | 8   |
| 1961–1962  | Montreal Canadiens | NHL        | 62  | 1  | 17  | 18  | 45  | 6   | 0 | 1  | 1  | 0   |
| 1962–1963  | Montreal Canadiens | NHL        | 43  | 3  | 5   | 8   | 28  | —   | — | —  | —  | —   |
| 1963–1964  | Boston Bruins      | NHL        | 70  | 4  | 21  | 25  | 33  | —   | — | —  | —  | —   |
| 1964–1965  | Boston Bruins      | NHL        | 51  | 0  | 9   | 9   | 30  | —   | — | —  | —  | —   |
| NHL totalt | NHL totalt         | NHL totalt | 978 | 51 | 213 | 264 | 960 | 111 | 8 | 15 | 23 | 109 |
| AHL totalt | AHL totalt         | AHL totalt | 126 | 11 | 37  | 48  | 122 | 5   | 0 | 0  | 0  | 20  |

### Tränare
| Lag           | Säsong    | Grundserie | Grundserie | Grundserie | Grundserie | Grundserie | Grundserie    | Slutspel                   |
| Lag           | Säsong    | Matcher    | Vinster    | Förluster  | Oavgjorda  | Poäng      | Slutplacering | Resultat                   |
| ------------- | --------- | ---------- | ---------- | ---------- | ---------- | ---------- | ------------- | -------------------------- |
| Boston Bruins | 1970–1971 | 78         | 57         | 14         | 7          | 121        | 1:a i East    | Förlorade i första rundan. |
| Boston Bruins | 1971–1972 | 78         | 54         | 13         | 11         | 119        | 1:a i East    | Vann Stanley Cup-finalen.  |
| Boston Bruins | 1972–1973 | 52         | 31         | 16         | 5          | (78)       | (Avgick)      | —                          |
| Totalt        |           | 208        | 142        | 43         | 23         | 318        |               |                            |